# Aidas Preikšaitis
Aidas Preikšaitis   (Akmenė, 15 de juliol de 1970) és un exfutbolista lituà de la dècada de 1990.
Fou 48 cops internacional amb la selecció lituana.
Pel que fa a clubs, defensà els colors de FK Žalgiris Vilnius, 1. FC Union Berlin, Kickers Emden i Wisla Plock S.S.A. 1947.